# Гейдельбергский человек

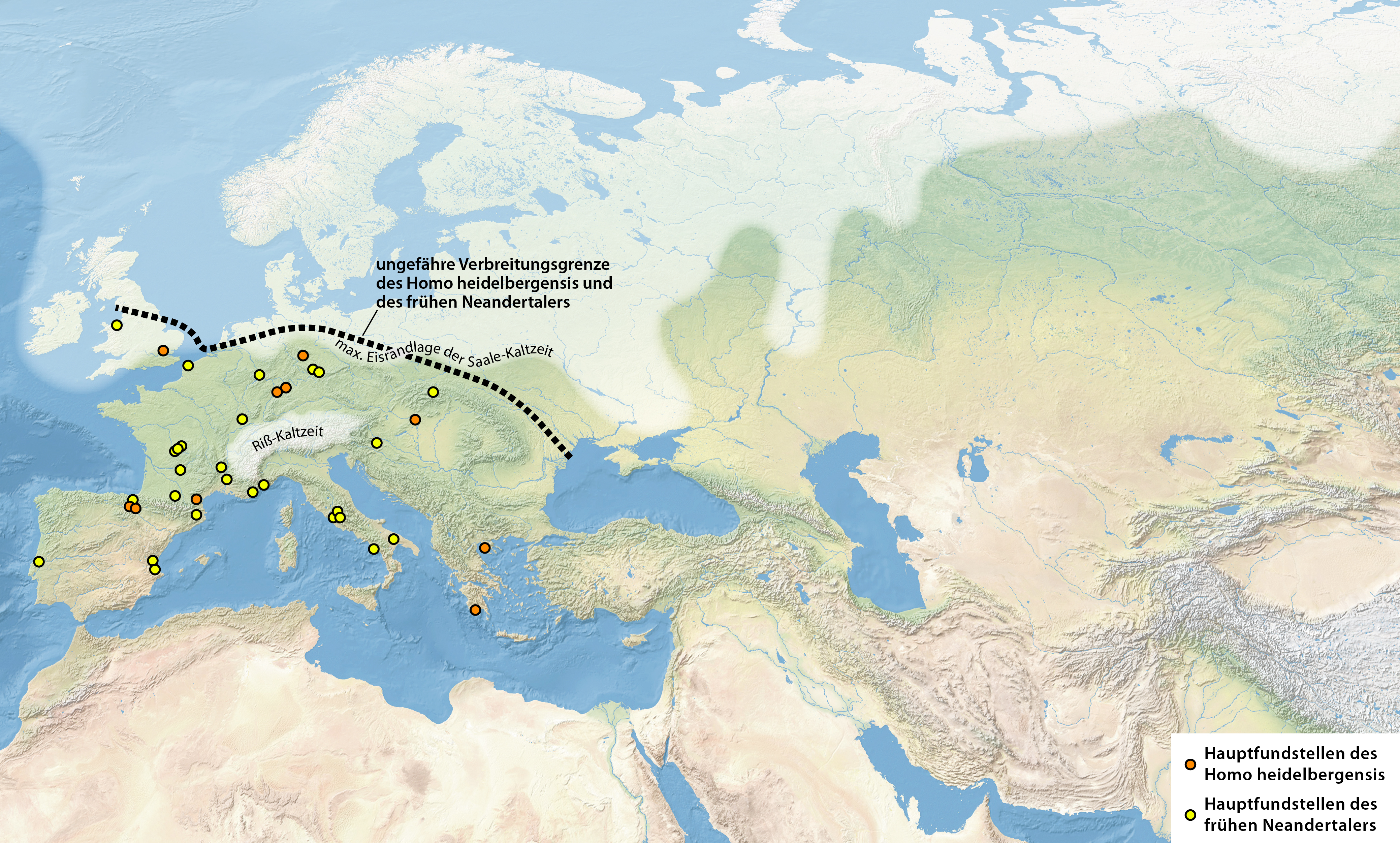
Находки Homo heidelbergensis

Гейдельбе́ргский челове́к (лат. Homo heidelbergensis) — ископаемый вид людей, промежуточный вид в эволюции человека. Современными исследователями признаётся отдельным видом людей, обитавшим в Европе и Африке 800—130 тыс. лет назад. Вид возник в Африке около 800—700  тыс. лет назад, происходя от человека прямоходящего, является предком неандертальцев.
Также предполагалось, что в Европе гейдельбергский человек мог являться потомком европейского человека-предшественника (Homo antecessor) (к переходной форме можно отнести Homo cepranensis). Однако, по данным палеоДНК, гейдельбергский человек является непосредственным предком неандертальца, а Homo antecessor, по данным палеопротеомики, образует сестринскую группу по отношению к неандертальцам, денисовцам и сапиенсам.
Видовое единство таксона Homo heidelbergensis признаётся не всеми антропологами.
Первая находка датируется 1907 годом, когда у деревни Мауэр, близ города Гейдельберг в земле Баден-Вюртемберг в Германии была обнаружена челюсть, похожая на обезьянью, но с зубами, похожими на огромные зубы человека. Описана и выделена в отдельный вид профессором Отто Шётензаком. Возраст находки был определён в 400 тыс. лет. Культура найденных поблизости орудий (каменные рубила и отщепы) охарактеризована как аббевильская (шелльская). Шёнингенские копья позволяют предположить, что гейдельбергские люди охотились с помощью деревянных копий даже на слонов, однако мясо ели сырым, поскольку следов огня на стоянке не обнаружено.
Обнаружение следов гейдельбергского человека на юге Италии позволило учёным сделать вывод, что он был прямоходящим, а его рост не превышал 1,5 м.
По мнению Анри де Люмле, гейдельбергский человек мог строить примитивные хижины и пользоваться огнём — об этом, как он считает, свидетельствует памятник Терра-Амата. Иначе интерпретирует этот памятник Паола Вилья (Paolo Villa) из Колорадского университета в Боулдере, датируя его более поздним периодом (230 тысяч лет назад) и относя соответственно к более позднему виду, неандертальцам.
Начиная с 500 тыс. лет назад, ископаемые кости гейдельбергских людей в Европе демонстрируют всё больше неандертальских черт, так что некоторые авторы считают их прото-неандертальцами.

## История находок

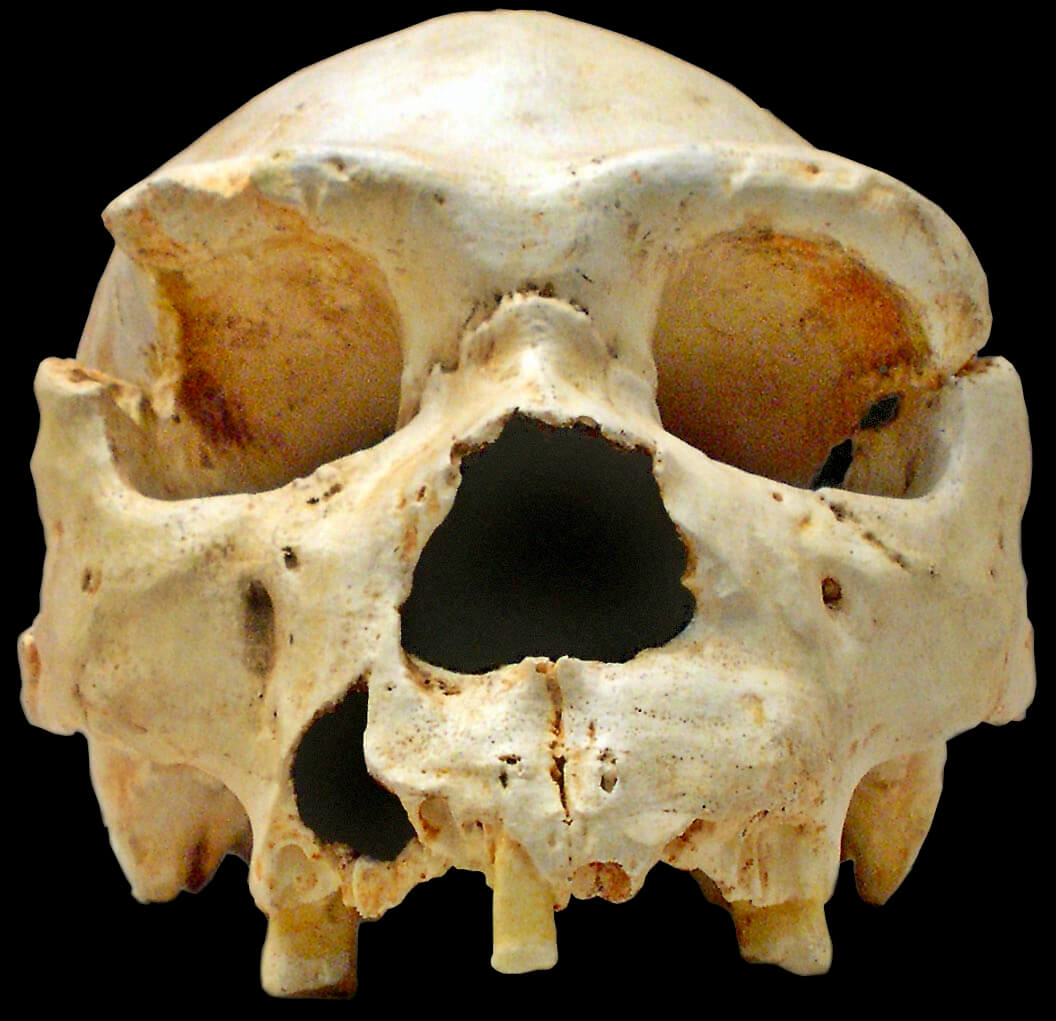
Череп гейдельбергского человека (без нижней челюсти)

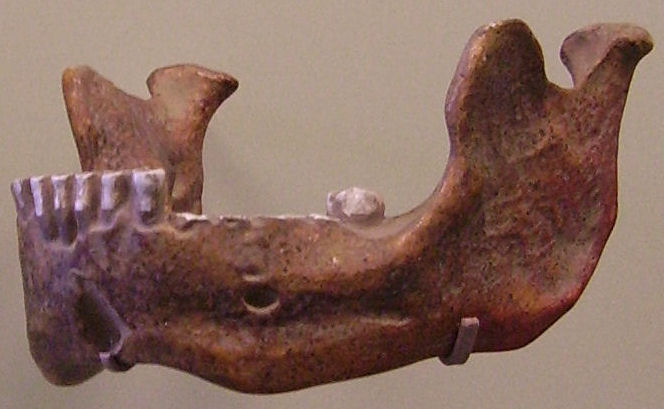
Нижняя челюсть Мауэр 1 гейдельбергского человека, найденная во время раскопок в Мауэре

Первая находка останков этого вида была сделана 21 октября 1907 года, во время раскопок в Мауэре, где рабочий Даниель Хартман нашёл в раскопе челюсть. Челюсть Мауэр 1 была в хорошем состоянии, за исключением отсутствующих зубов-премоляров, которые позже были найдены неподалёку от челюсти. Рабочий передал находку профессору Отто Шётензаку из Гейдельбергского университета, который идентифицировал образец и дал ему название.
Последующие образцы останков гейдельбергского человека были найдены как в Европе — в Штайнхайм-ан-дер-Мурре (Германия, штейнгеймский человек), в Араго (Франция, тотавельский человек), в Петралоне (Греция), в Чампате-дель-Дьяволо (Италия), в Сима-де-лос-Уэсос (Атапуэрка, Испания), в Ароейре (Галерия-Песада, Португалия), в Боксгрове (Великобритания) — так и в Африке — в Бодо (Аваш, Афар, Эфиопия), Ндуту (Серенгети, Танзания), в Брокен-Хилле (Замбия), в Сале (Марокко). Древнейшая находка — череп из Бодо (Эфиопия) — 600 тыс. лет назад. По мнению археолога Флавио Альтамура из Римского университета Ла Сапиенца следы в эфиопском палеолитическом комплексе Мелка-Контуре, оставленные ок. 700 тыс. лет назад на мягкой глине, покрытой слоем вулканического пепла, принадлежат гейдельбергскому человеку. На Яве (Индонезия) к гейдельбергцам причисляют явантропов.
Е. Н. Хрисанфова считала H. heidelbergensis исключительно европейской формой, предковой для неандертальцев.

## Палеогенетика
После изучения ядерной ДНК трёх образцов из испанской пещеры Сима-де-лос-Уэсос в Атапуэрке выяснилось, что гейдельбергцы находились на линии, ведущей к неандертальцам. Эволюционное расхождение ветви денисовцев с ветвью общей для неандертальцев и гейдельбергцев из пещеры Сима-де-лос-Уэсос произошло, по ядерной ДНК, около 500 тысяч лет назад (ранее 430 тысяч лет назад). Общий предок Homo heidelbergensis и Homo sapiens жил 700—765 тыс. лет назад.